# هاتساوان، سیونیک
هاتساوان (به ارمنی: Հացավան) یک سکونتگاه مسکونی در ارمنستان است که در استان سیونیک واقع شده‌است. هاتساوان در ۱۱۲ کیلومتری شمال غرب کاپان، مرکز استان سیونیک واقع شده‌است.

## خصوصیات
هاتساوان ۸٫۰۳ کیلومترمربع مساحت و ۲۵۳ نفر جمعیت دارد و در ارتفاع ۱۷۷۵ متر بالاتر از سطح دریا قرار گرفته‌است.
| سال   | ۱۸۳۱ | ۱۸۹۷ | ۱۹۲۶ | ۱۹۳۹ | ۱۹۵۹ | ۱۹۷۰ | ۱۹۷۹ | ۲۰۰۱ | ۲۰۰۴ |
| جمعیت | ۳۴   | ۷۹۵  | ۲۰۱  | ۳۳۶  | ۳۴۱  | ۳۶۸  | ۲۶۲  | ۲۶۲  | ۲۵۵  |